# ميك ميلر (سياسي)
ميك ميلر (بالإنجليزية: Mick Miller)‏ هو سياسي أسترالي، ولد في 16 يناير 1937 في أستراليا، وتوفي في 5 أبريل 1998 في كيرنز في أستراليا.